# Teddi Siddall
Teddi Siddall (Evanston, 12 augustus 1959-4 februari 2018) was een actrice uit de Verenigde Staten van Amerika.
Siddall huwde in 1992 met Gary Cole.